# Maëlle Ricker
Maëlle Danica Ricker (North Vancouver, 2 dicembre 1978) è una snowboarder canadese, campionessa olimpica e mondiale nello snowboard cross.

## Biografia
Specialista dello snowboard cross, ha esordito in Coppa del Mondo di snowboard il 14 dicembre 1996 a Whistler, in Canada. Oltre ai titoli olimpico e mondiale, in carriera ha vinto una Coppa del Mondo assoluta e due di specialità.

## Palmarès

### Olimpiadi
- 1 medaglia:
  - 1 oro (snowboard cross a Vancouver 2010).

### Mondiali
- 2 medaglie:
  - 1 oro (snowboard cross a Stoneham 2013);
  - 1 bronzo (snowboard cross a Whistler 2005).

### Coppa del Mondo
- Vincitrice della classifica generale nel 2010
- Vincitrice della Coppa del Mondo di snowboard cross nel 2008 e nel 2010
- 41 podi:
  - 16 vittorie;
  - 11 secondi posti;
  - 14 terzi posti.

#### Coppa del Mondo - vittorie
| Data              | Luogo           | Paese         | Disciplina |
| ----------------- | --------------- | ------------- | ---------- |
| 13 dicembre 1998  | Whistler        | Canada        | SBX        |
| 11 dicembre 1999  | Whistler        | Canada        | SBX        |
| 12 dicembre 1999  | Whistler        | Canada        | HP         |
| 19 febbraio 2001  | Plan de Corones | Italia        | SBX        |
| 13 settembre 2002 | Valle Nevado    | Cile          | HP         |
| 17 febbraio 2007  | Furano          | Giappone      | SBX        |
| 29 settembre 2007 | Valle Nevado    | Cile          | SBX        |
| 15 febbraio 2008  | Sungwoo         | Corea del Sud | SBX        |
| 22 febbraio 2008  | Gujō            | Giappone      | SBX        |
| 28 febbraio 2009  | Sunday River    | Stati Uniti   | SBX        |
| 20 marzo 2009     | Valmalenco      | Italia        | SBX        |
| 12 settembre 2009 | Chapelco        | Argentina     | SBX        |
| 19 dicembre 2009  | Telluride       | Stati Uniti   | SBX        |
| 21 gennaio 2010   | Stoneham        | Canada        | SBX        |
| 21 febbraio 2012  | Stoneham        | Canada        | SBX        |
| 14 marzo 2012     | Valmalenco      | Italia        | SBX        |